# Ryan O’Callaghan
Ryan Thomas O’Callaghan (* 19. Juli 1983 in Susanville, Kalifornien) ist ein ehemaliger US-amerikanischer American-Football-Spieler auf der Position des Offensive Tackles. Er spielte für die New England Patriots und die Kansas City Chiefs in der National Football League (NFL).

## Leben
O’Callaghan wuchs in seiner Kindheit in Redding, Kalifornien, auf. Im College Football gewann er 2005 die Morris Trophy als bester Offensive Linemen.
Von 2006 bis 2007 spielte er für die New England Patriots und von 2009 bis 2010 für die Mannschaft Kansas City Chiefs in der NFL.
Im Juni 2017 outete sich O’Callaghan als homosexuell.